# پروتولبز
پروتولبز (انگلیسی: Protolabs) شرکت تولید صنعتی آمریکایی است، که در سال ۱۹۹۹ تأسیس شد.